# Karen Page
Karen Page es una personaje ficticia que aparece en los cómics estadounidenses publicados por Marvel Comics. Ella sirve como el interés amoroso original de Daredevil, bajo el empleo de Matt Murdock como su secretaria legal. En 1999, Page fue asesinada por Bullseye y, desde la década de 1980, su papel como interés amoroso principal ha sido reemplazado por Elektra Natchios.
Karen Page es interpretada por Ellen Pompeo en la película de 2003 Daredevil y por Deborah Ann Woll en las producciones de televisión en streaming de Marvel Television Daredevil (2015–2018), The Defenders (2017) y The Punisher (2017–2019), ambientadas en el Universo cinematográfico de Marvel. Regresa para la serie de Marvel Studios Daredevil: Born Again (2025–presente).

## Historial de publicaciones
Creada por el escritor Stan Lee y el artista Bill Everett, apareció por primera vez en Daredevil #1 (abril de 1964).

## Resumen del personaje
En su primera aparición, Karen es la secretaria para el despacho de abogados Nelson y Murdock donde trabaja Matt Murdock, el alter ego de Daredevil. Karen y Elektra han sido los amores más prominentes de Matt.
Como muchos otros aspectos de la mitología de Daredevil, el carácter de Karen se volvió más oscuro y tridimensional cuando Frank Miller tomó las riendas de la serie en 1980. Karen se convirtió en una adicta a la heroína que vendió la identidad secreta de Daredevil por una papelina, causándole un sinfín de problemas. En los siguientes años, se redimió, pero fue asesinada por Bullseye en Daredevil vol. 2 #5 (marzo de 1998).

## Biografía del personaje
Foggy Nelson contrata a Karen Page para ser la secretaria de la nueva firma de abogados Nelson y Murdock. Ella está enamorada de Matt Murdock desde el momento en que se encuentran. Cuando él le presenta el aspecto aventurero y bromista de su personalidad, disfrazado de su «hermano gemelo» Mike, se encuentra igualmente encantada con este lado de él.
El padre de Karen, el Dr. Paxton Page, finge su propio secuestro y muerte para poder asumir el disfraz del villano Cabeza de Muerte. Karen regresa a la casa de sus padres en Fagan Corners, Vermont para investigar la desaparición de su padre. Daredevil la sigue. En la batalla subsiguiente entre Daredevil y Death's Head, Death's Head derrama una cuba de cobalto fundido sobre Daredevil, pero se da cuenta de que Karen está en peligro. Esto lo devuelve a sus sentidos, y empuja a Daredevil y Karen a un lugar seguro. Parece morir en este acto de autosacrificio, cuando está cubierto de cobalto fundido. Después de la batalla con Death's Head, Daredevil revela su verdadera identidad a Karen. Teme constantemente por la seguridad de Matt, pero no puede dejar de luchar contra el crimen. Karen finalmente lo deja y se muda a California para seguir una carrera como actriz. Ella encuentra trabajo como actriz en una telenovela diurna.
Karen aparece junto a Johnny Blaze en una película. Después de que The Uncanny Orb interrumpe la escena, la especialista de Karen, Katy Milner, le cuenta a Johnny sobre la historia de «romances infelices» de Karen, incluidos los de Matt Murdock y Phil Hickock. Más tarde, Karen cae bajo el control del Orbe.
A Karen Page se le ofrece un papel en el programa de televisión The Incredible Hulk, que estaba en su primera temporada en ese momento. Ella es secuestrada por tres ex dobles en el programa, pero es salvada por la Cosa, que está buscando su propio programa de televisión, y Hulk, que está molesto por tener un espectáculo sobre él.
Karen se volverá adicta a la heroína y empezará a hacer películas pornográficas. En la necesidad de una solución, ella vende la identidad secreta de Daredevil a un traficante de drogas, que a su vez lo vende al Kingpin. Karen se ve obligada a regresar a Nueva York, donde se encuentra de nuevo con Matt. Él ayuda a Karen a vencer su adicción, y retoman su relación y comienzan a compartir un apartamento.
Al darse cuenta de que Matt está incompleto sin su trabajo como abogado, Karen funda una clínica libre de drogas y legal, donde asesora a drogadictos y Matt brinda asesoramiento legal y «abogacía fantasma». La clínica se destruye durante una invasión demoníaca de Manhattan, y horas más tarde Karen descubre que Matt ha tenido una aventura amorosa con Typhoid Mary. Estos golpes combinados la dejan psicológicamente perdida, y ella huye.
Ella se convierte en una activista contra la pornografía, asiste a Daredevil y la Viuda Negra en la lucha contra el crimen en distintas ocasiones, y de mala gana comienza a salir con Matt. En este punto, se convierte en presentadora de un programa de radio con el nombre Paige Angel. Durante los hechos ocurridos en Daredevil: Diablo Guardián, Karen finalmente se da cuenta de que es demasiado dependiente de Matt y que su pasado es una barrera constante entre ellos. Karen deja a Matt para aceptar un puesto de presentador de programa de entrevistas en Los Ángeles.
Mientras que está en California, Karen tiene un test de sangre rutinario como parte del plan de salud de la empresa. El supervillano Mysterio - como parte de su plan para destruir psicológicamente Daredevil por su último régimen, se disfraza como un médico, realiza la prueba de sangre, y le dice que ella es HIV positivo como parte de un plan para destruir a Daredevil antes de que él mismo muera por un tumor cerebral. Totalmente derrotada, vuelve a Nueva York y le dice a Matt sobre su resultado positivo. Después, durante una pelea entre Daredevil y Bullseye, Karen es asesinada por Bullseye cuando se mueve para interceptar un billy-club arrojado a la cabeza de Daredevil y se empala en el corazón.
Matt está tan devastado por la muerte de Karen que brevemente contempla el suicidio, pero se le da una nueva fuerza para seguir cuando recuerda algunos de sus momentos juntos, como cuando ella lo convenció de tomarse una noche libre en su cumpleaños y cuando ella le dijo eso no quería que renunciara como Daredevil porque siempre se sentía más segura sabiendo que él estaba allí afuera. Después de que se revela el papel de Mysterio en el plan y se suicida, Matt intenta y no puede pronunciar el elogio de Karen, al verse abrumado por el recuerdo de su pérdida. Inicialmente amargo con Karen muriendo simplemente para que Mysterio pudiera sentirse mejor consigo mismo, una conversación posterior con Spider-Man ayuda a Daredevil a darse cuenta de que el bebé que ha salvado representa algo positivo que ha surgido de todo el asunto. Él da el bebé en adopción a una pareja en Nueva Jersey. Antes de irse, Matt nombra al bebé después de Karen y espera que sus nuevos padres permitan la visita ocasional de su «Tío Matt».

## Otras apariciones
Karen también aparece en un número de Motorista Fantasma junto a Johnny Blaze como una actriz en la misma película donde Johnny es contratado de especialista en acrobacias. Después de que la escena es interrumpida por el Orbe Imposible, la especialista de Karen, Katy Milner, confiesa a Johnny los romances infelices incluyendo el que tuvo con Matt Murdock y Phil Hickock. Más tarde, Karen caerá bajo el influjo del Orbe.
En Marvel Two-in-One #46, a Karen le ofrecen un papel en ''The Incredible Hulk'' TV show el cual era el primero de la primera temporada. Ella es secuestrada por tres ex-especialistas durante el show, pero es rescatada por Thing, que estaba viéndola a través de la TV, y Hulk, que no sabía que estaban haciendo un show sobre el.

## Otras versiones
En la serie What If en el título ¿Y si Karen Page estuviera viva?, Karen se salva de una muerte segura cuando le acierta en el hombro en vez de en el corazón. Sin embargo, ahora Daredevil con el miedo de perderla más que con el dolor que sintió cuando casi la pierde, asesinará a Kingpin en una pelea posterior, siendo arrestado y enviado a prisión a pesar de los testimonios de otros héroes tan solo porque el sistema legal está mal diseñado para hacer frente a casos como el suyo.
En un libro de la historia de Secret Wars llamado Secret Wars: Secret Lovers, se muestra un universo que se convirtió en el dominio del Battleworld del Limbo, donde Matt y Karen han crecido cerca del punto de vida el uno con el otro. Daredevil se encuentra en una batalla con la fiebre tifoidea María después de tener pesadillas sobre ella antes de que Karen esté al tanto. Karen sigue a los dos solo para descubrir que Mary es en realidad Mephisto, que quiere pasar la última noche antes de que Inferno torture psicológicamente y físicamente a Matt. Karen salva a Matt cortando la cabeza de Mephisto con la espada de Mary y los dos se abrazan por última vez mientras el mundo arde alrededor de ellos.

## En otros medios

### Película
- En la película de Daredevil estrenada en 2003, Karen Page es interpretada por Ellen Pompeo. Muchas de las escenas donde aparece fueron eliminadas del montaje final pero se pueden ver en la versión de director del DVD de la película (Daredevil Director's Cut). En la película, Matt Murdock se siente atraído por ella, mostrada cuando le presenta dos invitaciones a la fiesta de negocios de Wilson Fisk y demuestra su decepción cuando Foggy Nelson rápidamente toma la segunda invitación para él. Cuando Matt está rastreando las fuerzas de Kingpin, Karen ayuda a Foggy a determinar el significado de una pieza clave de evidencia en un caso.

### Televisión
- En las series del Marvel Cinematic Universe, Karen Page es interpretada por Deborah Ann Woll.[21]
  - Su historia de fondo se revela en la tercera temporada de Daredevil; nacida en Fagan Corners, Vermont, Karen dejó sus estudios y se convirtió en administradora de Penny's Place, restaurante de su familia después de la muerte de su madre Penélope con la ayuda de su padre Paxton y su hermano Kevin. Para lidiar con el estrés y el temor de que su padre llevara al restaurante a la bancarrota sin su ayuda, comienza a consumir y vender drogas con su novio traficante Todd Neiman.[22] Después de una acalorada discusión durante la cena, Kevin interviene incendiando el tráiler de Todd, provocando una pelea donde Karen se ve obligada a dispararle con el arma en su camioneta para evitar que mate a Kevin. La fuerte discusión entre hermanos termina en un accidente de auto que mata a Kevin. Después de que el sheriff local falsifica el informe del accidente para que Karen no enfrente la cárcel,[22] Karen deja la ciudad después de ser repudiada por su padre y salta antes de llegar a la ciudad de Nueva York y conseguir un trabajo como secretaria en Union Allied Construction, una empresa de construcción que está reconstruyendo Midtown Manhattan después de la invasión extraterrestre de 2012.
  - Karen hace su aparición en Daredevil; en la primera temporada, Karen descubre evidencia de que el fondo de pensiones de Union Allied se usa para lavar dinero criminal. En respuesta, es incriminada por apuñalar fatalmente a un compañero de trabajo, Daniel Fisher, en su apartamento. Sin embargo, Matt y Foggy aparecen y aceptan a Karen como cliente gracias a un aviso de Brett Mahoney. Después de sobrevivir a 2 intentos de asesinato, uno en la cárcel y otro en su apartamento donde es salvada por un misterioso vigilante que resulta ser Matt, entrega una copia del archivo de las pensiones al New York Bulletin para que los tratos criminales de Union Allied están expuestos públicamente. Sintiéndose en deuda con Matt y Foggy por sacarla de la cárcel, Karen se ofrece a trabajar para ellos como secretaria de su bufete.[23] Mientras es obligada a firmar un acuerdo de confidencialidad a regañadientes y enojada porque el caso no tuvo culpables, se acerca a Ben Urich, el reportero del New York Bulletin, que reveló la historia de Union Allied y trabaja con él para seguir el rastro del dinero, aunque Ben deja en claro que los eventos en Vermont pueden usarse en su contra para desacreditarla como fuente. Finalmente, descubre la existencia del dueño de Union Allied, Wilson Fisk y sus vínculos con Westmeyer Holt, una empresa de desarrollo que Fisk está utilizando para forzar a los inquilinos a desocupar las viviendas en Hell's Kitchen que tiene la intención de convertir en condominios de gran altura, ayudando a una de estas inquilinas, Elena Cárdenas. Después de que Fisk se convierte en una figura pública, Karen comienza a indagar en su vida en busca de pruebas que lo incriminen. Acompañada por Ben, habla con la madre de Fisk Marlene Vistain y se entera de que Fisk a los 12 años, golpeó a su padre abusivo con un martillo hasta matarlo. Marlene le informa al asistente de Fisk James Wesley de esta visita, lo que lleva a ser secuestrada. Al ser amenazada para no seguir investigando, Karen aprovecha una distracción y lo mata a tiros.[24] Sin embargo queda traumatizada por su decisión y se abruma más cuando Fisk asesina personalmente a Ben.[25] No obstante, Karen se recompone y ayuda a Matt y Foggy a derrotar a Fisk y exponer sus actividades. En la segunda temporada, Karen entra en contacto y se hace amiga de Frank Castle cuando la firma toma a Castle como cliente después de haber sido acusado de múltiples asesinatos de diferentes criminales de bajo nivel y ella ayuda a defenderlo en la corte.[26] Ella y Matt también salen brevemente[27] antes de que la doble vida de Matt como Daredevil cause un problema al desatender al juicio de Frank y que encuentra a Elektra Natchios en la cama de Matt cuando lo visita.[28][29][30] Cuando Nelson y Murdock se desmoronan, Karen se une al New York Bulletin con la intención de escribir la historia real de Castle, sin embargo, durante su investigación, el coronel Ray Schoonover casi la mata, y solo la salva la intervención de Castle. En el final de la segunda temporada, Karen y varios otros que Daredevil ha salvado son secuestrados por la Mano como cebo para Matt, quien puede rastrearlos y rescatarlos después de que Karen convence a Turk Barrett de que se ponga el brazalete en el tobillo. Más tarde, Matt le revela que él es Daredevil.
  - Karen aparece en The Defenders.[31] Después de los eventos de la segunda temporada, Matt y Karen vuelven a hablar, aunque está claro que Karen duda en reanudar una relación debido a sus propios secretos. Más tarde, cuando Matt cree que la Mano está apuntando a sus seres queridos, visita a Karen en su oficina para llevarla a la comisaría 29. Karen se enoja cuando descubre que él ha reanudado sus actividades como Daredevil, pero acepta esconderse con Foggy en el distrito 29 hasta que la Mano haya sido eliminada. Mientras está allí, se une a Trish Walker por sus complicadas relaciones con Matt y Jessica Jones. Cuando se presume que Matt murió en la destrucción de Midland Circle, Karen se niega a creer que Matt haya muerto y tiene la esperanza de que de alguna manera haya sobrevivido al colapso.[32]
  - Karen es un personaje recurrente en The Punisher.[33] En la primera temporada, atrapada en su dolor por la pérdida de Matt, acepta ayudar a Frank cuando él se acerca a ella para que la ayude a identificar a Micro, un hacker que lo ha estado siguiendo y conoce sus actividades pasadas en Kandahar.[34][35][36] Cuando Lewis Wilson (Daniel Webber), un veterano de guerra con problemas para reinsertarse emprende una ola de bombardeos, entrega un manifiesto al Boletín citando explícitamente la defensa de Karen de Frank en su cobertura. Indignada, Karen le habla mal a Lewis cuando aparece en un programa de radio para debatir con el senador Stan Ori. Esto lleva a Lewis a intentar atacar a Karen en un hotel, aunque Frank lo ahuyenta, quien luego lo incita a suicidarse en un congelador de carne en la cocina del hotel.
  - En la tercera temporada de Daredevil, Karen rechaza seguir con su vida aún pensando que Matt puede estar vivo. Sus sospechas se despiertan cuando Ellison la envía a entrevistar a Neda Kazemi, una miembro de la alta sociedad cuyo padre fue agredido por orden de Fisk para evitar que volviera a comprar un hotel que vendió a una de las compañías ficticias de Fisk, y se entera de que Matt luchó contra los asaltantes. Tras la liberación de Fisk de la prisión, Ellison intenta dejar de lado a Karen, ya que su participación anterior con Fisk le genera un conflicto de intereses. En contra de los deseos de Ellison, Karen logra determinar que Fisk es el dueño secreto del hotel en el que está bajo arresto domiciliario, pero el reparador de Fisk, Felix Manning, la amenaza cuando intenta que quede constancia del lavado de dinero de Fisk. Cuando Fisk incrimina a Matt como el chivo expiatorio de Ray Nadeem, Karen se reencuentra con él y lo ayuda de mala gana a traer a Jasper Evans, un condenado a cadena perpetua que Fisk contrató para apuñalarlo como parte de su plan para salir de prisión. Al enterarse de esto por un topo en el FBI, Fisk se da cuenta de que Evans es un problema que debe eliminarse y envía al agente Benjamin «Dex» Poindexter al Boletín, vestido con un disfraz falso de Daredevil. A pesar de los esfuerzos de Matt para luchar contra él, Dex mata a varios de los compañeros de trabajo de Karen, así como también hiere a Matt, Foggy y Ellison, antes de matar a Evans con el arma de Karen. Más tarde, Karen pierde su trabajo en el Boletín cuando se niega a darle la identidad de Matt a Ellison. Indignada, Karen decide visitar a Fisk en su ático y tratar de provocarlo para que la ataque frente al FBI al revelar la verdad sobre Wesley.[37] Fisk intenta asesinarla en el acto, pero es detenido por la oportuna intervención de Foggy. Sin inmutarse, Fisk ordena atacar a Karen y contrata a Dex para que la ataque en la iglesia de Matt. Matt frustra el intento, pero el padre Lantom muere tomando un bastón destinado a Karen.[22] Matt y Karen solo pueden escapar de la iglesia con la ayuda de Foggy y Nadeem, a quienes persuaden para que testifiquen frente a un gran jurado. Después de que Nadeem es posteriormente asesinado por Dex en su casa por orden de Vanessa, su esposa le pasa a Foggy una confesión en video que hizo horas antes de su muerte, que Karen trabaja con Ellison para publicar en Internet a fin de dar a conocer evidencia de los últimos crímenes de Fisk. Tras derrotar a Fisk, Poindexter y a la FBI corrompida, Karen decide unirse a Matt y Foggy nuevamente en la sociedad «Nelson, Murdock and Page».
  - La última aparición de Karen es en la segunda temporada de The Punisher, donde aparece para ayudar a Frank a escapar del hospital después de que Pilgrim ofrece una recompensa por él.[38]
  - Karen aparece brevemente en la primera temporada de Daredevil: Born Again. En el primer episodio, "Heaven's Half Hour", ella, Foggy y Matt celebran la jubilación de Cherry en Josie's. Karen descubre que Foggy y los otros clientes están siendo perseguidos por Poindexter como un asesino llamado Bullseye. Un año después de la muerte de Foggy, ella se mudó a San Francisco y se reúne con Matt ante la sentencia de cadena perpetua de Poindexter por sus crímenes, dejando a Matt con un cuerno roto de su traje.[39]En el último episodio, "Straight to Hell", Karen regresa a Nueva York, siendo su contacto de Frank para ayudarlo a él y a Matt al escapar del Grupo de Trabajo Anti-Vigilantes (AVTF) de Fisk y de enterarse de la fuga de Poindexter. Luego de saber que Vanessa fue quién ordenó a Poindexter en matar a Foggy, ella y Matt rastrean el caso Red Hook de Foggy, descubriendo que los Fisk están tratando de establecer una ciudad-estado. Con la ciudad declarada ley marcial por Fisk, ella y Matt deciden reunir un ejército para salvar la ciudad.[40]

#### Otras apariciones
Karen se menciona en varias ocasiones en otros programas, pero no aparece en pantalla.
- Ella es mencionada tres veces en la primera temporada de Iron Fist.[41][42]
- Es mencionada una vez en la segunda temporada de Luke Cage, una historia que Karen cuenta sobre la masacre de Mariah Dillard de un restaurante propiedad de la tía y el tío de Bushmaster lleva a Mariah a enterarse de que la tía de Bushmaster sobrevivió al tiroteo.[43]
- Karen Page es mencionada en la segunda temporada de Cloak & Dagger, episodio «Blue Note», por Tyrone Johnson. Es mencionada cuando Tyrone lee en un periódico el encabezado de un artículo redactado por Karen que habla sobre Luke Cage.[44]